# Torre de Comaro o dels Pepos
La torre de Comaro o dels Pepos, en Xert (Chert), en la comarca del Bajo Maestrazgo, de la provincia de Castellón, es una torre de defensa, ubicada en la Rambla Cervera, enfrente de la “Masía dels Cantinells”, del municipio de Xert, que debía formar parte de las fortificaciones y torres de vigilancia y defensa del núcleo poblacional. Como toda torre defensiva está catalogada, por declaración genérica, como Bien de Interés Cultural, presentando anotación ministerial número: R-I-51-0012342, y fecha de anotación cuatro de junio de 2009, tal y como figura en la Dirección General del Patrimonio Artístico de la Generalidad Valenciana.
Actualmente, es de propiedad particular.
Se localiza en lo alto de una colina, la cual se sitúa en un meandro en el margen derecho de la rambla Cervera, que discurre al norte del río del mismo nombre, muy cerca del llamado azagador de la Fuente del Aguiló, que lleva hasta el núcleo urbano de Anroig, arrabal de Xert, situado a pocos metros de la torre.
La zona es boscosa, con pinos, olivares y almendros, pese a lo cual desde la torre se puede contemplar la cercana Torre del Molinar.

## Historia
Xert es un término municipal de una antigua historia, ya que en su territorio, se conservan restos de un importante poblado de la Edad del Bronce, la llamada Mola Murada, que presenta un recinto fortificado con restos de habitáculos en su interior. Por su parte, el pueblo tiene origen musulmán, y tuvo que ser reconquistado, por las tropas cristianas de Jaime I de Aragón en 1233. Se encontraba en ese momento bajo la jurisdicción del castillo de Cervera. Se le concedió carta puebla en 1235, y como ocurrió con otras poblaciones de la zona, pasó primero a ser propiedad de la Orden del Temple, para pasar, posteriormente, en 1319, a la Orden de Montesa hasta el final de los señoríos, en el siglo XIX.
En época de las Guerras Carlistas, tuvieron en la zona importantes confrontaciones, destacando la que aconteció en el año 1836.

## Descripción
Se trata de una antigua torre de vigilancia que puede datarse en época árabe. Como consecuencia de su actual abandono, sólo queda del antiguo torreón las paredes, y se encuentra rodeado de arboleda, pudiéndose acceder a ella sólo campo a través. Por su localización posiblemente se levantó para poder tener un punto de vigilancia que alertara de cualquier aproximación que pudiera realizarse desde Catí o Morella.
Presenta una planta rectangular de 5,55 m en sus caras norte y sur y 5,20 m en sus caras este y oeste. El sistema constructivo empleado es la mampostería, con sillería en esquinas, ventanas y puerta, para dar refuerzo a la estructura. Por su estructura se puede deducir que la altura debió alcanzar los tres pisos, y la cubierta, que posiblemente era de una vertiente recaería a la fachada sur. La puerta de acceso se encuentra en la fachada este de la planta baja, y presenta un arco de medio punto que presenta dovelas, y sobre el que se abre una ventana, también de sillería.
En la fachada norte se pueden contemplar dos ventanas con dintel, que son de mayor tamaño, mientras que la que se abre en la fachada sur es de menores dimensiones. Destaca la presencia en las fachadas este y oeste. También existen restos de muros, construidos utilizando el sistema de piedra en seco, que debían formar algún tipo de amurallamiento.